# 塔布卡水壩
塔布卡水壩（阿拉伯语：‎），又稱革命水壩（阿拉伯语：‎），為幼发拉底河上的一座土壩，位於拉卡上游40（25英里）處。水壩南方緊鄰塔布卡城。壩體高約60（200英尺），長約4.5（2.8英里），為敘利亞境內最大的水壩。水壩完成後，上游集水區形成阿薩德湖，為敘利亞最大的湖泊。在蘇聯的援助下，塔布卡水壩始建於1968年，1973年竣工。同時跨國團隊也努力將可能遭到湮沒的考古遺址儘可能撤離及紀錄。1974年，水壩完工後，下游的水量減少，造成伊拉克抗議，後來蘇聯和沙特阿拉伯介入調停。水壩最初建造目的是為了發電、灌溉，迄今兩者仍尚未達到其最大潛在效率。